# Монреаль-Мірабель
Монреаль-Мірабель Міжнародний аеропорт (фр. Aéroport international Montréal-Mirabel; англ. Montréal-Mirabel International Airport) — державний міжнародний аеропорт в містечку Мірабель, Квебек, 39 км на північний захід від Монреалю, 82 м над рівнем моря. Аеропорт обслуговує тільки вантажні авіалінії. Компанія Bombardier випробовує в аеропорту регіональні літаки CRJ700 і CRJ900.

## Історія
Аеропорт розпочав роботу в 1975 році. Уряд Канади вирішив будувати новий аеропорт, щоб замінити аеропорт Дорваль. Міжнародні рейси перевели до Мірабелю, Дорваль обмежили рейсами по території Канади і до США.
Внаслідок економічного занепаду Монреалю в 1980—1989 роках рейси з Мірабелю перевели до аеропорту Торонто-Пірсон, в 1997 пасажирські рейси повернулись до Дорвалю. З 1997 року аеропорт Мірабель обслуговує тільки вантажні авіалінії.

## Галерея

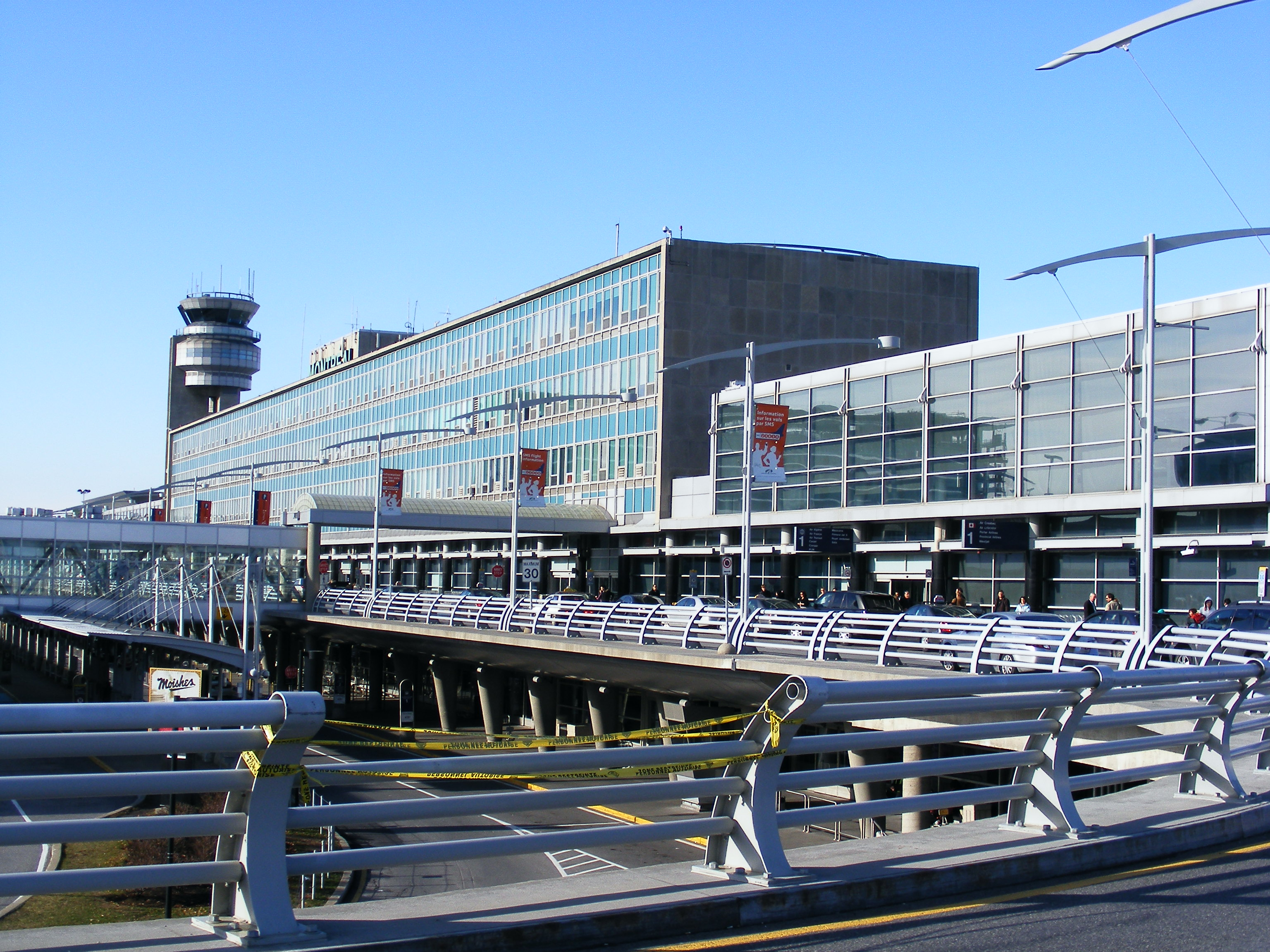
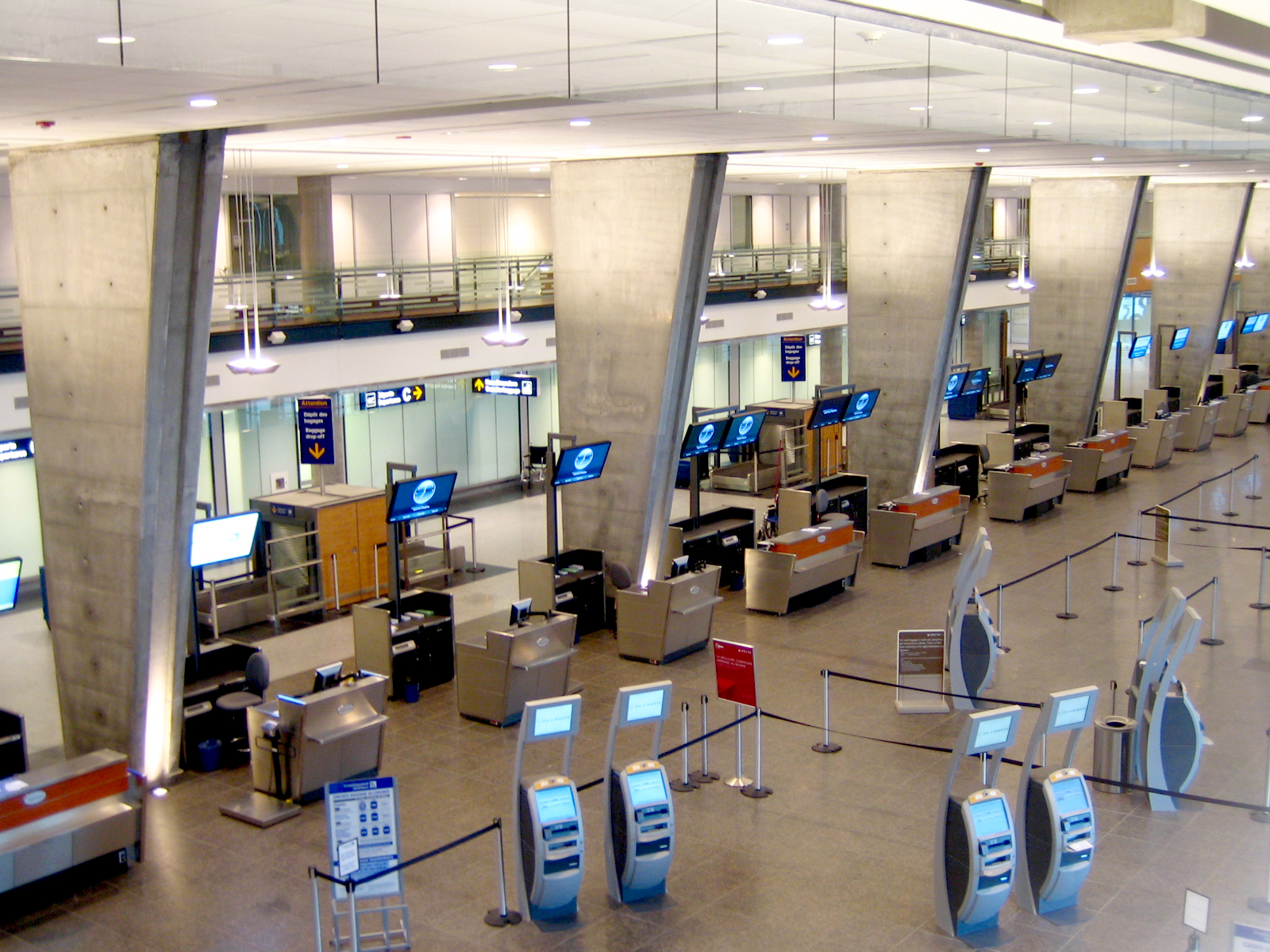
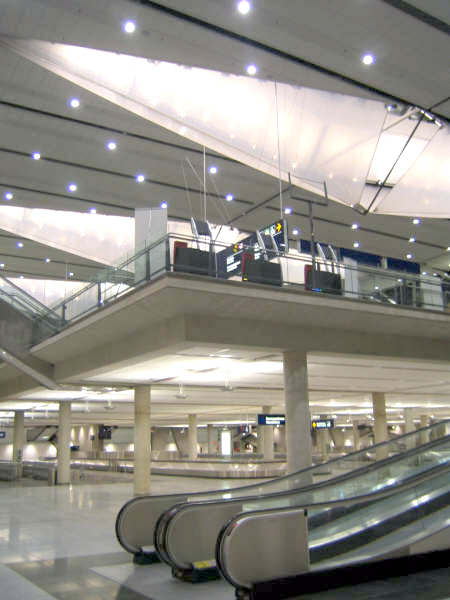